# Linden (Alberta)
Linden es un pueblo ubicado en el centro de Alberta, Canadá, que está rodeado por el condado de Kneehill . se encuentra 28 kilómetros suroeste de Three Hills y 26 kilómetros norte de Beiseker .
El área que rodea el pueblo fue colonizada originalmente por miembros de la iglesia menonita, y muchos residentes actuales atribuyen su herencia a este grupo. La primera oficina de correos se abrió en 1949. Linden se incorporó como pueblo en 1964.

## Demografía
En el Censo de Población de 2016 realizado por Statistics Canada, Village of Linden registró una población de 828 viviendo en 306 de sus 331 viviendas privadas totales, una 14,2% cambio con respecto a su población de 2011 de 725. Con una superficie de terreno de 2,58 km² (1 mi²), tenía una densidad de población de 320,9/km en 2016.
En el censo de 2011, Village of Linden tenía una población de 725 que vivían en 293 de sus 315 viviendas totales, un cambio del 9,8% con respecto a su población de 2006 de 660. Con una superficie de terreno de 2,56 km² (1 mi²), tenía una densidad de población de 283.2 / km en 2011.
La población del Pueblo de Linden, según su censo municipal de 2008, es 741.

## Educación
La escuela Dr. Elliot es una escuela K-9 dentro de Linden, con Kurt Ratzlaff como director. La escuela tiene un equipo de bádminton y un equipo de atletismo.
Los estudiantes de secundaria que viven en Linden tienen la opción de asistir a la escuela a 10 km al sur de Linden, en Acme, ya que no hay escuela secundaria en el pueblo.
La escuela Dr. Elliott fue fundada en 1958 por el Dr. Elliott Harvard.

## Gente notable
- Músico Mike Edel